# حصن فيسيل
كانت حصن فيسل (Festung Wesel) مجموعة من المنشآت الدفاعية التي كانت تحيط بالمدينة القديمة فيسل على نهر النيدرين. كانت القلعة المحفوظة جزئيًا والمعروفة باسم قلعة فيسل (Zitadelle Wesel) هي النواة الرئيسية للحصن.

## تاريخ الحصن

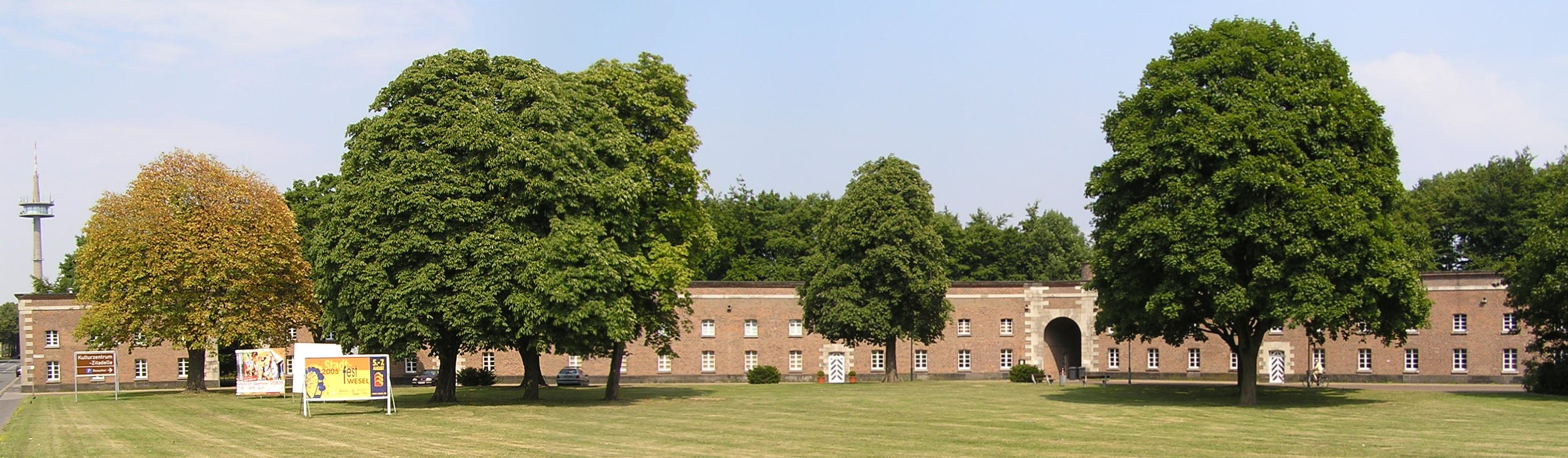
جزء من القلعة ، يستخدم الآن كمدرسة للموسيقى والفنون

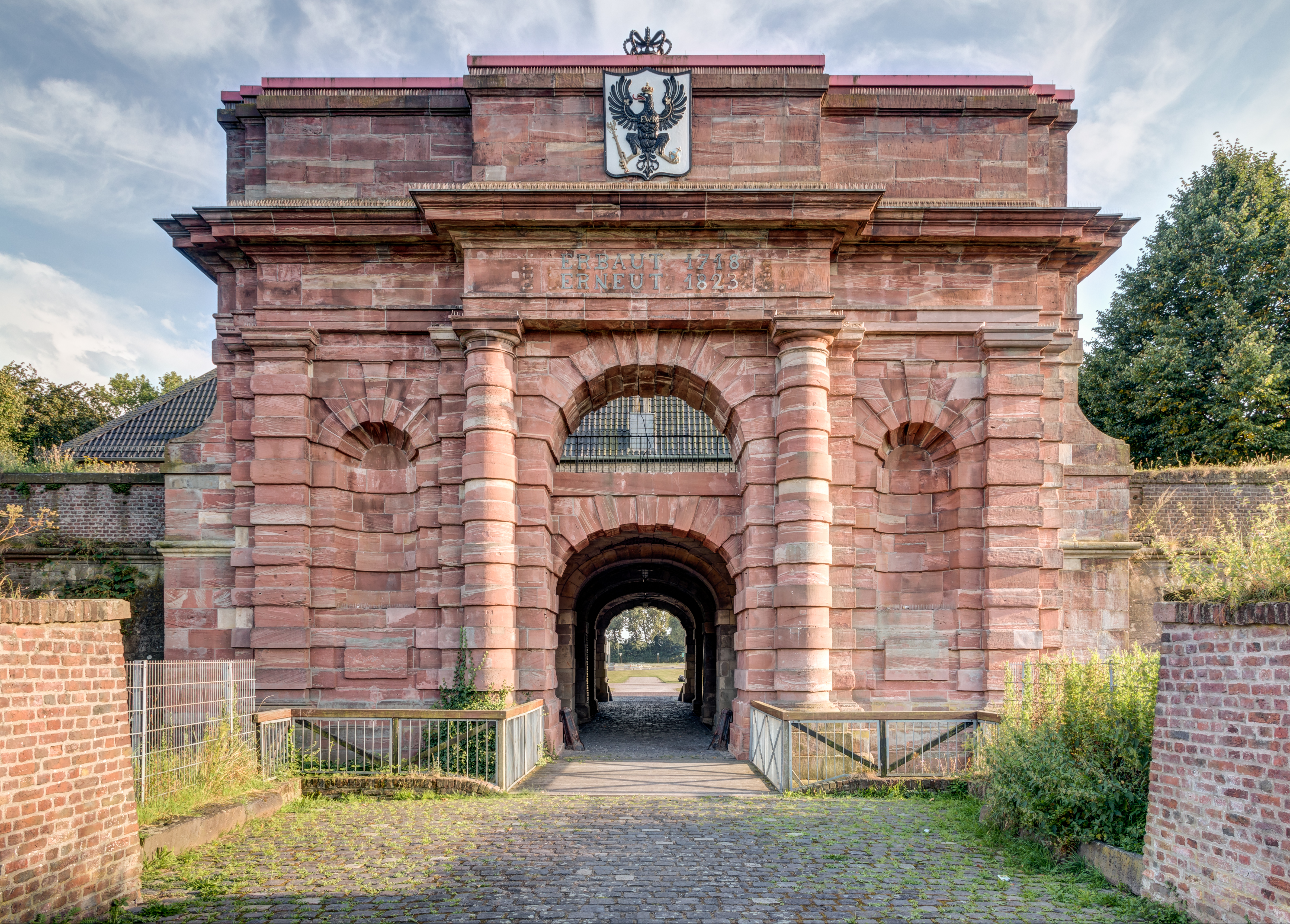
البوابة الرئيسية للقلعة في فيسيل

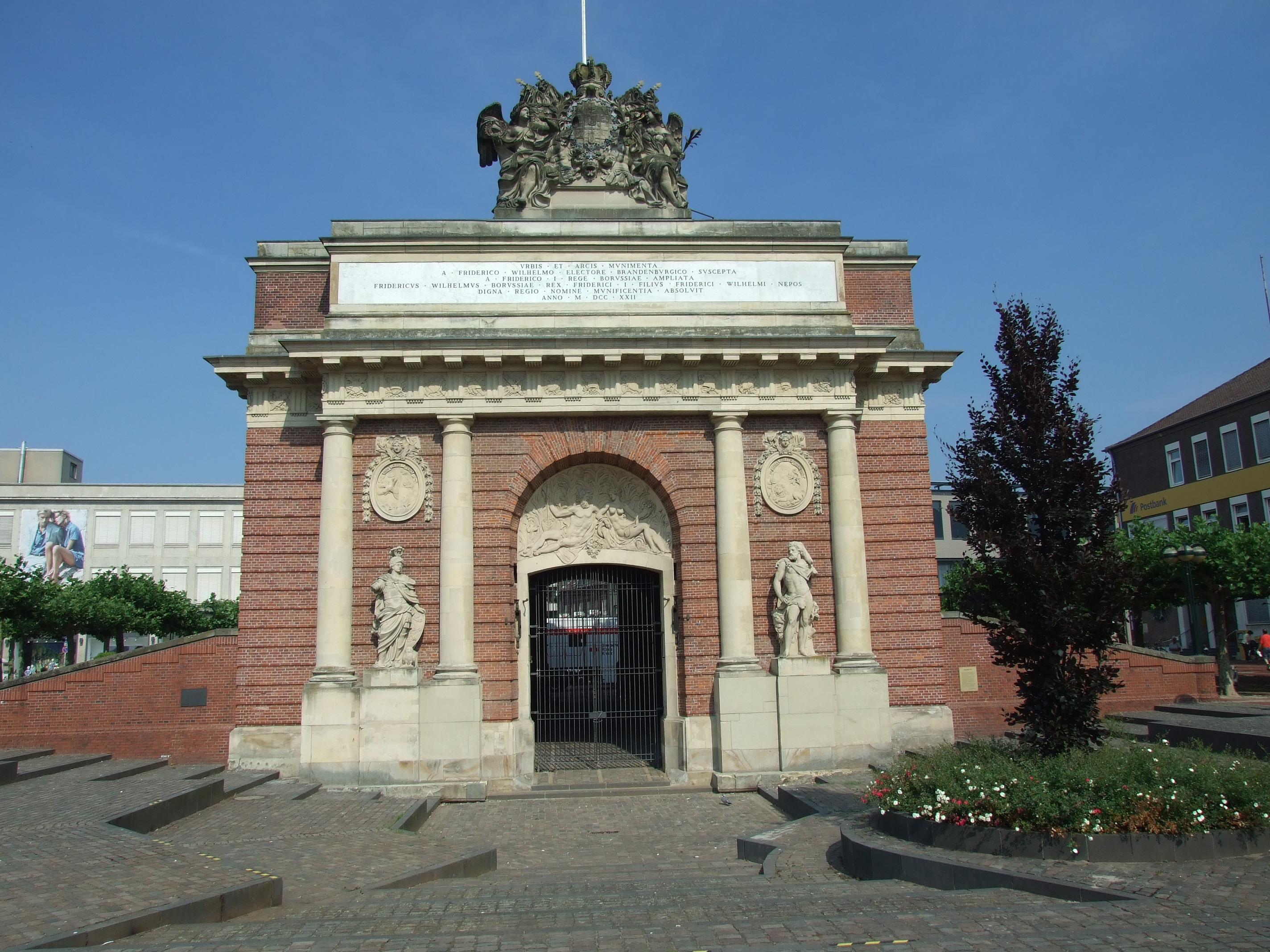
بوابة برلين (2010)

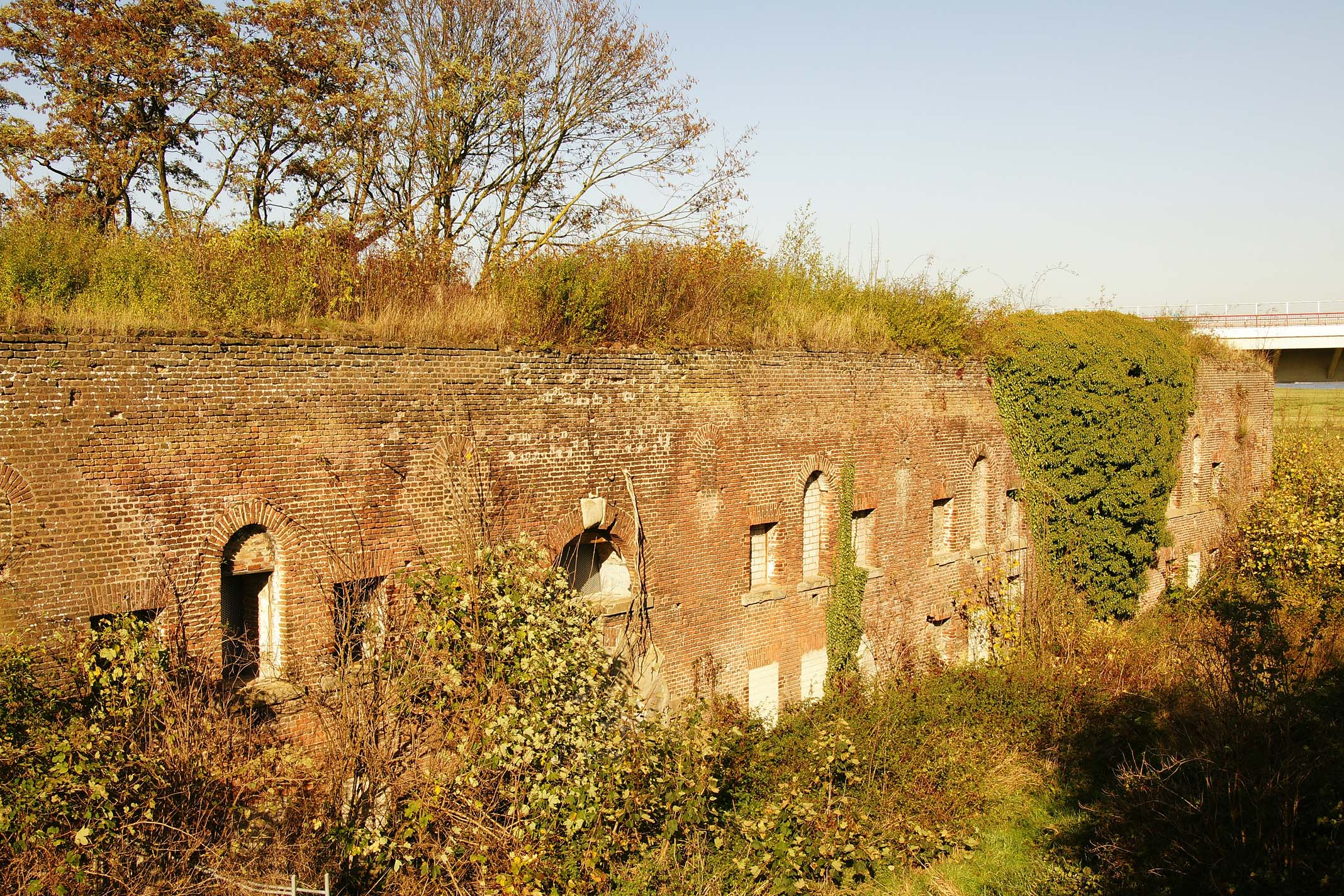
قلعة بلوخر، في الخلفية جزء من جسر نيدرهراين فيسل

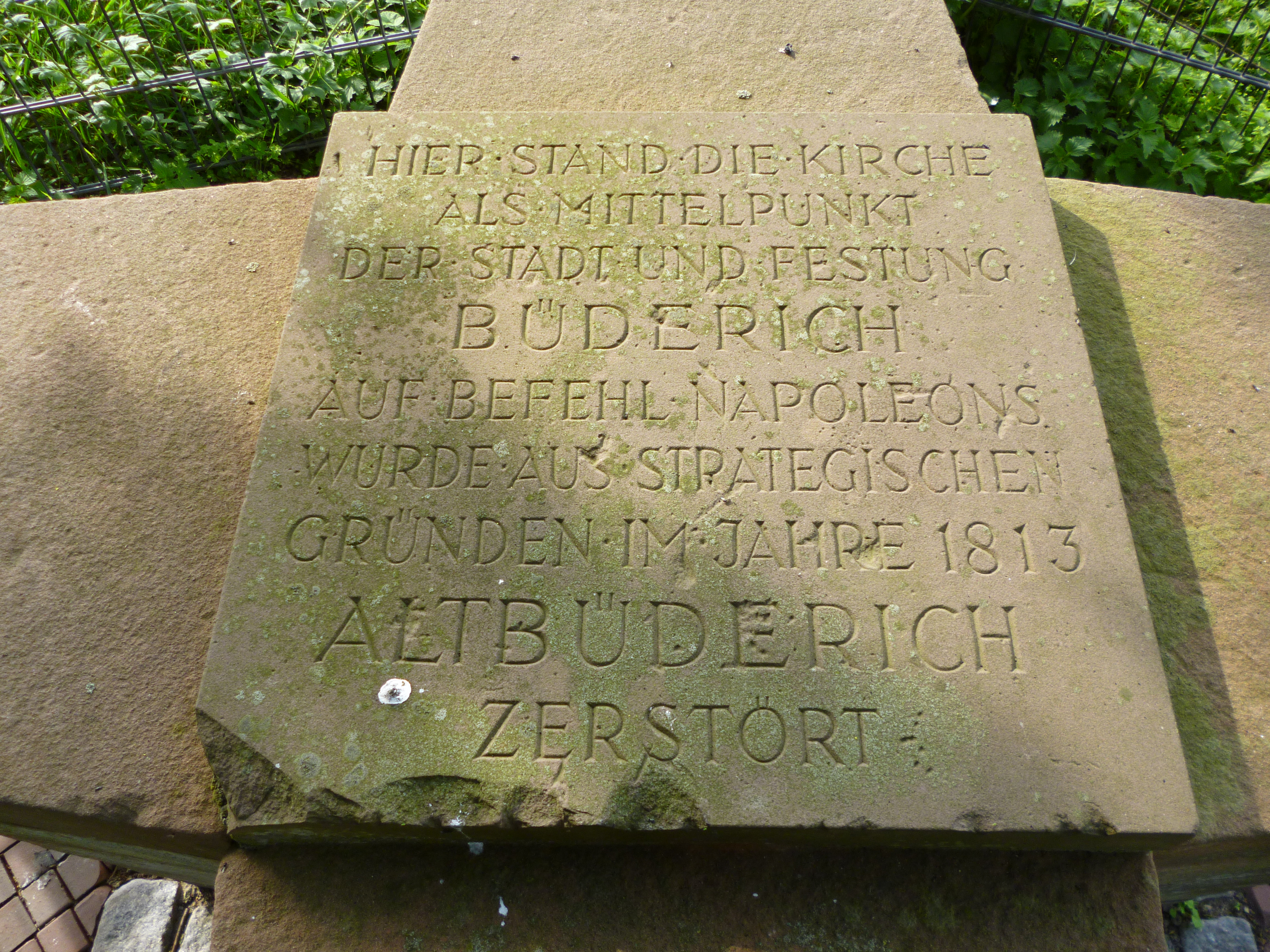
حجر تذكاري لـ Alt-Büderich المدمرة

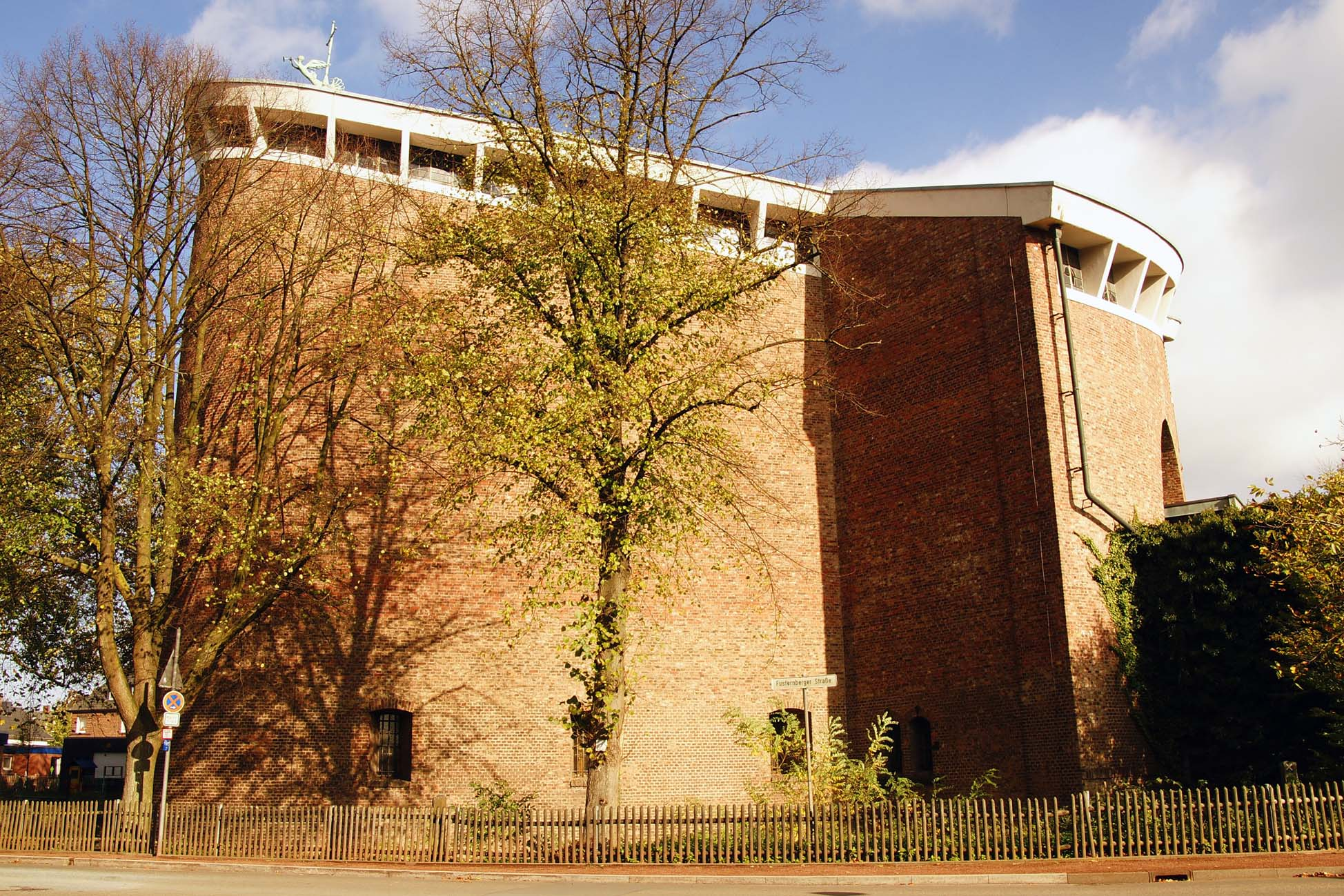
سابق فورت فوسترنبيرج ، كنيسة السلام للملائكة القديسين

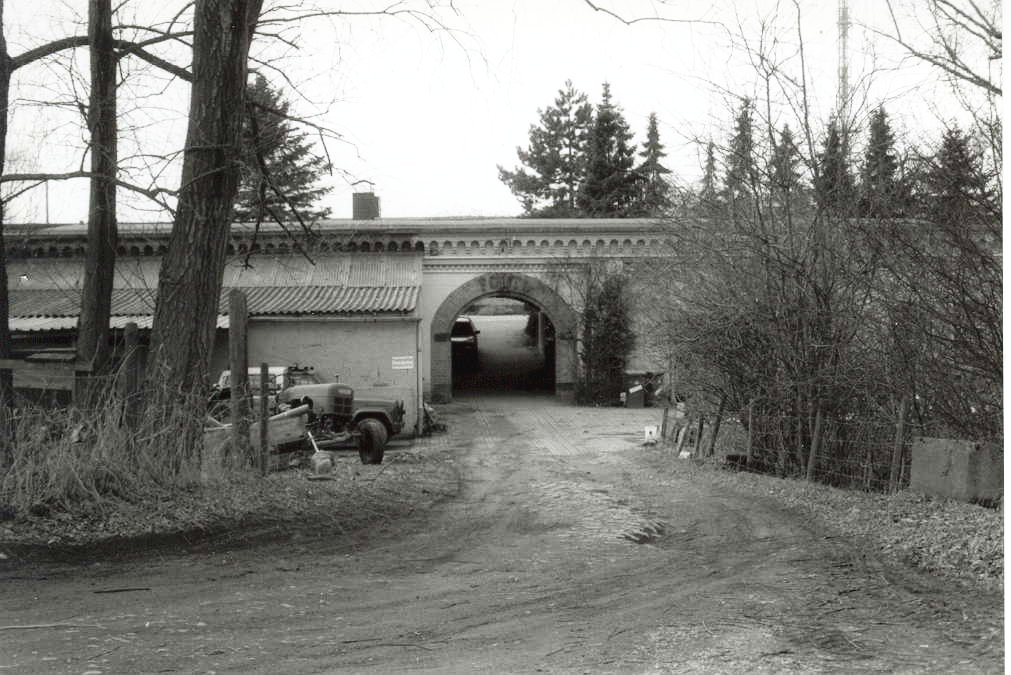
مدخل القلعة الأولى (2004)

في العصور الوسطى، تم بناء تحصينات حول مدينة هانز Wesel. في عام 1568، قامت المدينة على نفقتها الخاصة ببناء برج دفاع (باستيون) في منطقة بوابة فليسجنتور، وهو عنصر مميز للحصن. خلال القرن السابع عشر، تم احتلال المدينة المنتمية إلى سلطة بروسيا وحصارها عدة مرات من قبل قوى مختلفة. بأمر من الكورفورست البروسي فريدريش وليام، تم العمل على تحويل المدينة إلى حصن اعتبارًا من عام 1681. تم بناء القلعة كمنشأة داخل الحصن بين عامي 1688 و 1722 بتصميم من جان دي كوربين وجان دي بودت. كانت قلعة بشكل نجمة مكونة من خمسة أجنحة وكانت متصلة بعدة باستيونات في الشرق والغرب بواسطة حزام الحصن الذي يحيط بالمدينة. مع تحويل المدينة إلى حصن، تم تقليص عدد بوابات المدينة التي تؤدي إلى فيسل من ثلاثة عشر بوابة إلى أربعة فقط.
تم بناء أول ثكنات في المدينة حوالي عام 1770 لإيواء الجنود وعائلاتهم. في حوالي عام 1780، كان الجنود وأفراد أسرهم يشكلون أكثر من نصف سكان المدينة البالغ عددهم حوالي 10،000 نسمة. في 8 نوفمبر 1794، استولت القوات الفرنسية بقيادة الجنرال نابليون بونابرت على بلدة بوديريش على الضفة اليسرى لنهر الراين وقامت في اليوم التالي بقصف مدينة فيسل الحصنية. لم يحدث أضرار كبيرة أو خسائر بشرية في السكان المدنيين، بينما استطاع الفرنسيون الحفاظ على موقعهم في بوديريش بخسائر كبيرة. من عام 1805 إلى 1814، كانت فيسل الواقعة على الضفة اليمنى لنهر الراين تحت الحكم الفرنسي. خلال هذه الفترة، تم تحويل المدينة ومنشآت الحصن، بما في ذلك بناء الثكنة VIII كجزء من القلعة. كما تم بناء سيتاديل نابوليون كرأس جسر على الضفة اليسرى للحصن بين عامي 1807 و 1813، وتم تغيير اسمها إلى فورت بلوخر بعد نهاية الحكم الفرنسي. في عام 1811/1812، تم الاحتفاظ بالمجندين المتخاذلين في القلعة وتم إرسالهم بعد ذلك في حملة روسيا. بين 19 ديسمبر 1813 ومنتصف يناير 1814، تم تدمير بوديريش بالكامل على الضفة اليسرى للنهر بأمر من نابليون، بهدف توفير مجال إطلاق نار مفتوح في هذا الاتجاه في حالة الدفاع عن الحصن. في النهاية، تبين أن هذا التدمير لم يكن ضروريًا من الناحية العسكرية. ومع ذلك، منعت القوات البروسية بعد ذلك إعادة بناء البلدة بسبب قربها الكبير من فورت بلوخر ولزوم وجود تعزيزات مكلفة. تم إعادة بناء بوديريش إلى الجنوب الغربي من موقعه الأصلي. في 8 مايو 1814، تركت القوات الفرنسية حصن فيسل. بسبب تقدم التكنولوجيا، أصبحت هناك حاجة في القرن التاسع عشر لبناء حصون خارجية. ومن بين هذه الحصون هناك فورت فوسترنبيرغ الذي بني بين عامي 1856 و 1860 وفورت I الذي كان يستخدم لتأمين جسر السكك الحديدية فيسل وبني بين عامي 1879 و 1882.
في عام 1886 تم اتخاذ قرار بفك تحصين فيسل وبدء عملية هدم الأسوار. في عام 1889، اشترت مدينة فيسل أجزاء كبيرة من أرض الحصن. في خطة التعمير التي أعدها المهندس المعماري يوزف شتوبن من كولن، حصلت المدينة على 62 هكتارًا من الأراضي البنائية. في السنوات التالية، تم إزالة ثلاثة أبواب للمدينة: برونر تور، راين تور وكليفر تور، وتم الاحتفاظ فقط ببرلينر تور، وتم بناء شوارع حلقية حول المدينة على أراضي الأسوار السابقة. تم إنشاء حزام أخضر في ما يعرف بـ "فيسل جلاسيس"، وهو منطقة خارج الأسوار المحصنة. بقي العديد من المباني العسكرية القديمة، ولذا كانت فيسل تستخدم كمركز تجمع للجنود خلال الحرب العالمية الأولى. بعد نزع السلاح من الراينلاند بموجب معاهدة فرساي، بقيت المباني غير مستخدمة في الفترة التالية. وفي زمن النازية، كانت فيسل قاعدة عسكرية وتم تدميرها إلى حد كبير خلال الحرب العالمية الثانية بسبب القصف الجوي.

## التأثيرات على التنمية الحضرية
استفادت فيسل اقتصاديًا من موقعها الجغرافي المواتي على نهر الراين ونهر ليبيه، وأصبحت مدينة هانز ثرية في العصور الوسطى. وفي الوقت نفسه، كان هذا الموقع محوريًا في نشوء حصن فيسل. أدت تأسيس الحصن إلى تراجع اقتصادي، حيث اضطرت بعض القطاعات الاقتصادية إلى التخلي عنها وأصبح من غير الممكن توسيع النشاطات العمرانية أو الاقتصادية خارج حلقة الحصن. حتى عملية إزالة التحصينات في أواخر القرن التاسع عشر، كان يُحظر بناء في نصف قطر يبلغ 1.5 كيلومتر حول الحصن أو يُفرض عليه شروط صارمة. في عام 1858، كان لدى الأحياء الكثيفة التي تحيط بوسط المدينة اليوم، مثل فيلدمارك وفوسترنبيرغ وشيبيرسفيلد وضاحيتها المنحلة راينفورشتات، ما يقدر بـ 1,111 ساكن فقط. بسبب نقص المساحة للتوسعة، كانت فيسل تتخلف بشكل واضح في المجالات الصناعية والتجارية عن إمكانياتها، وظلت في الوقت الحاضر تحتفظ بمكانتها كموقع عسكري ومدينة إدارية. وبسبب الأهمية العسكرية المستمرة، تعرضت فيسل لدمار كبير خلال الحرب العالمية الثانية. وفي عملية إعادة الإعمار بعد عام 1945، تمكنت المدينة من التحرر من عوائق التنمية. ومن بين الأمور، تزايدت المناطق التي كانت في السابق خارج الحصن، مثل فيلدمارك، بشكل كبير في هذه الفترة.

## آثار القلعة السابقة اليوم
تقع مدينة Wesel في شمال غرب ألمانيا، وهي تشتهر بتاريخها العريق ومعالمها التاريخية. أحد المعالم البارزة في وسط مدينة Wesel هو متحف المدينة، حيث يعرض مجموعة واسعة من القطع الأثرية والفنية التي تعكس تاريخ المدينة. في الجانب الشرقي من وسط مدينة Wesel ، يوجد بوابة برلين القديمة كبقايا لبوابة الحصن السابقة. تم الحفاظ على تمثال صغير في منطقة الباب الكليفر وتم وضعه في اليوم الحالي على مبنى بلدية Wesel. يُعتبر فورت بلوخر على الضفة اليسرى لنهر الراين حاليًا كماية فقط ، بينما تم الحفاظ على فورت فوسترنبيرغ وفورت I الواقعة بالقرب من جسر السكك الحديدية السابق. بعد الحرب العالمية الثانية، تم تحويله إلى كنيسة سلام لملائكة القديسين.
الشوارع الحلقية التي تحيط بوسط مدينة Wesel تتبع بشكل كبير مسار الأسوار الحصنية السابقة. من منطقة الحصن الخارجية نشأت مناطق غابية قريبة من المدينة. بالإضافة إلى ذلك، كانت هذه المنطقة مصدرًا لتسمية الشوارع المجاورة مثل أم ليبيجلاسيس (Am Lippeglacis) وأم نوردجلاسيس (Am Nordglacis) وأم أوستجلاسيس (Am Ostglacis) وأم فيستجلاسيس (Am Westglacis).